# Manuel Almunia
Pour les articles homonymes, voir Almunia.
Manuel Almunia, né le 19 mai 1977 à Pampelune, est un footballeur espagnol qui évolue au poste de gardien de but.

## Biographie

### Début de carrière
Manuel Almunia fait ses débuts professionnels dans le club espagnol du Recreativo de Huelva. Il rejoint ensuite le Celta de Vigo où il passe presque une année sans jouer le moindre match avant de partir le 1er novembre 2003 au Albacete Balompié pour un prêt qui lui permet rapidement d'atteindre les 24 matchs dans l'équipe première.

### Arsenal
Manuel Almunia signe à Arsenal le 14 juillet 2004 pour un montant de six millions d'euros. Il fait ses débuts lors de la victoire contre Manchester City (2-1) en League Cup le 27 octobre 2004.
Malgré ses erreurs occasionnelles, Arsène Wenger, le manager d'Arsenal, croit en lui et lui fait confiance lorsque Jens Lehmann n'est pas disponible. Il est souvent choisi pour les matches de coupe et démontre son habilité lors des séances de penalties notamment lors de la victoire en Coupe d'Angleterre en 2004-2005 sur Sheffield United où il sauve deux penalties et permet aux Gunners d'aller en quarts de finale.
Lors de la finale de la Ligue des champions 2006 contre le FC Barcelone, Almunia entre sur le terrain en remplacement de Lehmann, expulsé. Il fait un important sauvetage sur un tir de Samuel Eto'o mais ne peut empêcher les buts du camerounais et du brésilien Juliano Belletti qui donne la victoire 2-1 aux Blaugrana.
En 2007, il prend la place du gardien international Jens Lehmann, fautif à de nombreuses reprises en début de saison. Il devient par la suite le gardien titulaire dans l'esprit d'Arsène Wenger. En avril 2008, il prolonge son contrat de trois saisons à l'Emirates Stadium et déclare vouloir finir sa carrière à Arsenal.
Le 30 septembre 2011, Almunia est prêté pour un mois à West Ham, où il prend part à quatre rencontres de championnat.
Le 22 mai 2012, Arsenal annonce que le gardien espagnol est libéré à l'issue de son contrat, qui court jusqu'au 30 juin. Almunia a participé à 175 rencontres durant ses huit années passées sous le maillot des Gunners.

### Watford
Le 30 juillet 2012, Almunia signe un contrat d'un an en faveur de Watford. Prolongé d'une saison lors de l'été 2013, il prend part à 81 matchs toutes compétitions confondues avant de quitter le club à l'issue de son contrat en juillet 2014.

### Fin de carrière
En août 2014, il est proche de s'engager avec le Cagliari Calcio mais un problème cardiaque le contraint à mettre un terme à sa carrière sportive.

### Carrière internationale
En septembre 2006, Almunia déclare que si la sélection espagnole ne veut pas de lui, il compte acquérir la nationalité anglaise pour espérer jouer chez les Three Lions et ainsi enfin pouvoir disputer des rencontres internationales : « Si quelqu'un veut de moi, alors peu importe la nationalité ». En 2009, après cinq saisons à Arsenal, il obtient officiellement la nationalité anglaise.

## Palmarès

### En club
- Arsenal
  - Vainqueur de la Coupe d'Angleterre en 2005.
  - Vainqueur du Community Shield en 2004.
  - Finaliste de la Ligue des champions en 2006.
  - Finaliste de la Coupe de la Ligue anglaise en 2007 et 2011.

### Distinction personnelle
- Vainqueur du Trophée Zamora de Segunda División en 2002.